# Adelanto
Adelanto è una città della contea di San Bernardino, California, Stati Uniti. Si trova a circa 9 miglia (14 km) a nord-ovest di Victorville nell'area della Victor Valley del deserto del Mojave, conosciuta come la regione settentrionale dell'Inland Empire. La popolazione era di 31 765 abitanti al censimento del 2010.

## Geografia fisica

### Territorio
Secondo lo United States Census Bureau, ha un'area totale di 53,00 mi² (137,27 km²).

### Clima
Adelanto ha un clima desertico, caratterizzato da estati calde e inverni piuttosto miti. Il clima arido è causa di una sensibile differenza fra la temperatura diurna e quella notturna, concedendo notti fresche anche a fronte di giornate estive considerevolmente calde.
| Dati climatici      | Mesi | Mesi | Mesi | Mesi | Mesi | Mesi | Mesi | Mesi | Mesi | Mesi | Mesi | Mesi | Stagioni | Stagioni | Stagioni | Stagioni | Anno |
| Dati climatici      | Gen  | Feb  | Mar  | Apr  | Mag  | Giu  | Lug  | Ago  | Set  | Ott  | Nov  | Dic  | Inv      | Pri      | Est      | Aut      | Anno |
| ------------------- | ---- | ---- | ---- | ---- | ---- | ---- | ---- | ---- | ---- | ---- | ---- | ---- | -------- | -------- | -------- | -------- | ---- |
| T. max. media (°C)  | 15,3 | 17,2 | 20,6 | 24,1 | 29,3 | 34,2 | 37,5 | 37,2 | 33,8 | 27,3 | 20,4 | 15,2 | 15,9     | 24,7     | 36,3     | 27,2     | 26,0 |
| T. min. media (°C)  | −0,3 | −1,7 | 3,8  | 6,3  | 10,1 | 13,5 | 16,9 | 16,7 | 13,4 | 7,8  | 2,7  | −0,5 | −0,8     | 6,7      | 15,7     | 8,0      | 7,4  |
| Precipitazioni (mm) | 28   | 31   | 22   | 9    | 4    | 1    | 5    | 5    | 5    | 9    | 12   | 26   | 85       | 35       | 11       | 26       | 157  |

## Origini del nome
Il nome Adelanto significa "progresso" o "anticipo" in spagnolo, e fu dato per la prima volta all'ufficio postale che fu istituito sul sito nel 1917.

## Storia
Adelanto fu fondata nel 1915 da E. H. Richardson, l'inventore di quello che divenne il ferro da stiro Hotpoint. Venduto il suo brevetto, Richardson acquistò terreni per $75,000 nella Victor Valley con l'intenzione di sviluppare una delle prime comunità nella California meridionale perfettamente pianificata e organizzata dal punto di vista edilizio. Richardson suddivise la sua terra in appezzamenti di un ettaro, con la speranza di vendere ai veterani con disturbi respiratori sofferti durante la prima guerra mondiale. Aveva altresì in progetto di fondare un ospedale specializzato in patologie respiratorie. Richardson non realizzò mai completamente il suo sogno, ma la sua pianificazione gettò le basi per l'attuale città di Adelanto.
Ad Adelanto c'erano acri di alberi da frutto deciduo e ciò rese famosa la città in tutto lo stato per la sua frutta fresca e il sidro. I frutteti prosperarono fino alla grande depressione, quando furono sostituiti da allevamenti di pollame. Mentre l'emergenza bellica si sviluppò all'inizio del 1941, il Victorville Army Air Field fu istituito con la terra all'interno della sfera d'influenza di Adelanto. Nel settembre del 1950, il campo aereo fu chiamato George Air Force Base in onore del defunto generale di brigata Harold H. George.
Adelanto continuò come "community services district" fino al 1970, quando la città fu incorporata e Adelanto divenne la città più piccola della contea di San Bernardino. La città divenne una charter city nel novembre del 1992.

## Società

### Evoluzione demografica
Secondo il censimento del 2010, la popolazione era di 31 765 abitanti. Di questi, il 51,4% erano maschi (di età media 25 anni) e il 48,6% femmine (di età media 25,7 anni).

### Etnie e minoranze straniere
Secondo il censimento del 2010, la composizione etnica della città era formata dal 43,8% di bianchi, dal 20,5% di afroamericani, l'1,3% di nativi americani, dall'1,9% di asiatici, lo 0,6% di oceanici e dal 5,6% di due o più etnie. Ispanici o latinos di qualunque etnie erano il 58,3% della popolazione.